# Anne van der Waerden
Anne van der Waerden (Amsterdam, 8 februari 1945) is een Nederlandse kunstenaar, keramist en ontwerper.
Tot 1985 maakte zij voornamelijk grote keramische plastieken opgebouwd uit aan elkaar gelaste platen in piramide- en kubusvorm. En daarnaast met de hand op de draaischijf gevormde schaal- en vaasvormige stukken, in veel gevallen als dubbelvorm met een eveneens handgedraaid voetstuk. Veel van deze stukken zijn voorzien van een transparant mat glazuur, een lithium-zinkglazuur, in kleuren zoals lichtgrijs, Egyptisch blauw en lichtgroen. Mieke Spruit-Ledeboer schreef over haar in 1985: "De diepgang van haar werk en het voortdurend streven naar perfectionering geven haar een plaats te midden van de beste keramische kunstenaars van ons land."
Na 1985 ging ze samenwerken met Kees Hoogendam, een keramist met een hoge graad van artisanaal kunnen. Van der Waerdens stukken met hem worden een hele maat groter, waaronder manshoge vazen. Het matte glazuur maakt plaats voor een wat ruwere engobe in zowel lichte als donkere kleuren.
Vanaf 1990 ging Van der Waerden ook ontwerpen in glas. De eerste jaren werden haar ontwerpen uitgevoerd bij Royal Leerdam, later in Tsjechië.

## Opleiding
Van haar twaalfde tot haar zeventiende heeft Anne van der Waerden pottenbakken geleerd bij Frieda Koch (1923-1995). In 1962 ging ze aan het Instituut voor Kunstnijverheidsonderwijs (nu de Gerrit Rietveld Academie) studeren bij docent ceramiek Willem Hendrik de Vries, die daarnaast werkte als adviseur en ontwerper bij Keramische Industrie Fris Edam. De Vries eiste van zijn studenten dat zij zich toelegden op gebruikskeramiek. Al na enige jaren was dat voor Van der Waerden reden om de opleiding te verlaten. Wel had ze van Theo Dobbelmann, ook leraar aan de Kunstnijverheidsschool, de fijne kneepjes van het maken van glazuren geleerd.

## Keramiste in Amsterdam (1965-1972) en Vianen (1972-1990)
Na het verlaten van de Kunstnijverheidsschool woonde Van der Waerden inmiddels samen met kunstenaar (schilder) John Wortel in het centrum van Amsterdam. Ze beleefde een doorbraak toen Benno Premsela haar werk ontdekte en haar enige tijd later, in 1971, opnam als enige keramiste in de groepstentoonstelling "Atelier 9" in het Stedelijk Museum Amsterdam. Vele tentoonstellingen zouden volgen, waaronder in de toonaangevende Galerie Kapelhuis in Amersfoort (solotentoonstellingen in 1971, 1974, 1975 en 1984, de laatste met haar keramisch vormonderzoek "Variaties op de pot") en in de Gemeentelijke Van Reekumgalerij in Apeldoorn (in 1978). Andere tentoonstellingen combineerden het werk van Van der Waerden met dat van haar man John Wortel, zoals in het Stedelijk Museum Vianen, 2018.

## Driebergen 1990-2002
In 1990 werd Van der Waerden door de kristalafdeling van Royal Leerdam gevraagd als designer op te treden. Ze ontwierp meest zware stukken, resulterend in een als het ware dubbelvorm met een gekleurde bovenkant en transparante voet. Koningin Beatrix zocht een van deze objecten uit om als cadeau te presenteren tijdens een staatsbezoek in Japan.
In 2004 zette Anne van der Waerden een punt achter haar carrière en ging terug in Amsterdam wonen. Een tentoonstelling bij Galerie Carla Koch in Amsterdam volgde in 2008.

## Werk in openbare verzamelingen
Werk van Anne van der Waerden is onder meer aanwezig in het Stedelijk Museum Amsterdam, het Kunstmuseum Den Haag, Design Museum Den Bosch, het Frans Hals Museum Haarlem, Museum Princessehof in  Leeuwarden, Centraal Museum in Utrecht, Museum Boijmans Van Beuningen in Rotterdam, het Kröller-Müller Museum in Otterlo en Keramiekcentrum Tiendschuur Tegelen. 